# The White Plains (band)
The White Plains was een Britse muziekgroep die heeft bestaan vanaf de herfst 1969 tot en met 1974. Ze stond onder contract bij Deram Records. Veel later toerde de band weer in het Gouwe-Ouwe-circuit.
The White Plains ontstond uit The Flower Pot Men. Deze band had succes in de Verenigde Staten en Engeland, maar op een gegeven moment was het over. Leadzanger Tony Burrows, eerder bij The Ivy League en later bij Brotherhood of Man, nam een aantal leden mee naar The White Plains. De eerste nummers werden nog wel opgenomen onder de naam TFPM, maar werden uitgebracht onder de naam The White Plains. Tekst- en muziekschrijvers voor de band waren toen al Roger Greenaway en Roger Cook.
De eerste single I’ve got you on my mind zette een singlemachine in gang, voornamelijk in de VS en Engeland. Van die singles haalde alleen When You Are A King de Nederlandse Top 40 en een enkeling ook de Amerikaanse, Canadese en Britse hitparades. Er kwamen maar twee albums uit. Een volgend album was wel al in de maak, maar kwam er niet meer.
Greenaway en Cook doken even later op bij Blue Mink.

## Leden
Het was een komen en gaan van bandleden:
- Tony Burrows – zang (begin, maar verliet de band vrijwel direct)
- Roger Greenaway - zang
- Robin Box – gitaar (begin)
- Robin Shaw – basgitaar, zang (begin)
- Pete Nelson – piano (begin)
- Roger Hills – drums (begin)
- Ricky Wolffs – gitaar, toetsinstrumenten, dwarsfluit, saxofoon (tot 1973)
- Ron Reynolds – orgel (vanaf 1973)
- David Kerr-Clemenson – basgitaar, zang (vanaf 1973)
- Roger (Tex) Marsh – dums (vanaf 1973)

## Discografie

### Singles
- My Baby Loves Lovin' - 1970 – Engeland nr. 9 , VS nr. 13, Canada nr. 9
- Lovin’ You Baby – 1970 – VS nr. 81, Canada nr, 35
- I've Got You On My Mind - 1970 – Engeland nr. 17
- Julie Do Ya Love Me - 1970 – Engeland nr. 8
- When You Are A King - 1971 – Engeland nr. 13, NL 2x nr. 9
- Step Into A Dream - 1973 – Engeland nr. 21

### Albums
- september 1970: White Plains
- oktober 1971: When you are a king (alleen in Engeland)

Diverse verzamelaars, waaronder My Baby Loves Lovin'

### NPO Radio 2 Top 2000
| Nummer met noteringen in de NPO Radio 2 Top 2000 | '99  | '00  | '01 | '02  | '03  | '04  | '05  | '06  | '07  | '08  |
| ------------------------------------------------ | ---- | ---- | --- | ---- | ---- | ---- | ---- | ---- | ---- | ---- |
| When You Are a King                              | 1227 | 1125 | 844 | 1354 | 1259 | 1448 | 1318 | 1560 | 1593 | 1430 |

1. ↑  Een vetgedrukt getal geeft de hoogste notering aan.
2. ↑  Deze tabel is bijgewerkt tot en met de laatste editie (2024).